# 北萊克維爾 (麻薩諸塞州)
北萊克維爾（英語：North Lakeville）是位於美國麻薩諸塞州普利茅斯縣的一個普查規定居民點。

## 人口
根據2020年美國人口普查的數據，北萊克維爾的面積為13.40平方千米，當中陸地面積為13.07平方千米，而水域面積為0.33平方千米。當地共有人口3290人，而人口密度為每平方千米245.52人。